# 杨蕉圃
杨蕉圃（1911年—1980年），原名纸田，山西黎城县人。共和国时期政治人物。1958年至1961年间担任山西师范学院院长。

## 生平
1925年，考入长治第四师范学校。
1933年，考入山西大学教育学院。
1937年，任教于省立长治女子中学。同年11月，加入中国共产党。
1938年，调任冀豫区党委机关报《中国人报》编辑。
1940年，担任晋冀豫区党委机关报《战斗报》编辑。
1941年，担任中共武安县委书记。
1946年，担任太行《新华日报》副社长兼总编辑。
1948年，担任太行二地委宣传部长。
1949年，担任湖南省衡阳地委宣传部长。
1952年以后，历任中共中南局办公厅副主任、中共中央“三办”秘书组副组长、中共华南局办公厅主任、山西师范学院院长兼党委书记、中共华北局农业办公室副主任。
“文化大革命”中下放天津“五七干校”劳动。
1976年任中国科学院历史研究所党总支书记。
1978年任《农村工作通讯》杂志社社长。
1980年9月11日，因脑溢血在北京逝世。